# 金森町 (名古屋市)
金森町（かなもりちょう）は、愛知県名古屋市千種区の地名。

## 歴史

### 沿革
- 1943年（昭和18年）2月20日 - 千種区鍋屋上野町の一部により、同区金森町が成立[3]。
- 1944年（昭和19年）2月11日 - 東区に編入され、同区金森町となる[3]。
- 1946年（昭和21年）4月15日 - 千種区編入により、同区金森町となる[3]。
- 1988年（昭和63年）11月20日 - 千種区茶屋が坂一丁目および宮の腰町に編入され消滅[3]。